# 官湖车辆段
官湖车辆段与综合基地位于中国广东省广州市增城区新塘镇官湖站南侧，是广州地铁13号线的车辆基地，占地41.48公顷。

## 基本信息

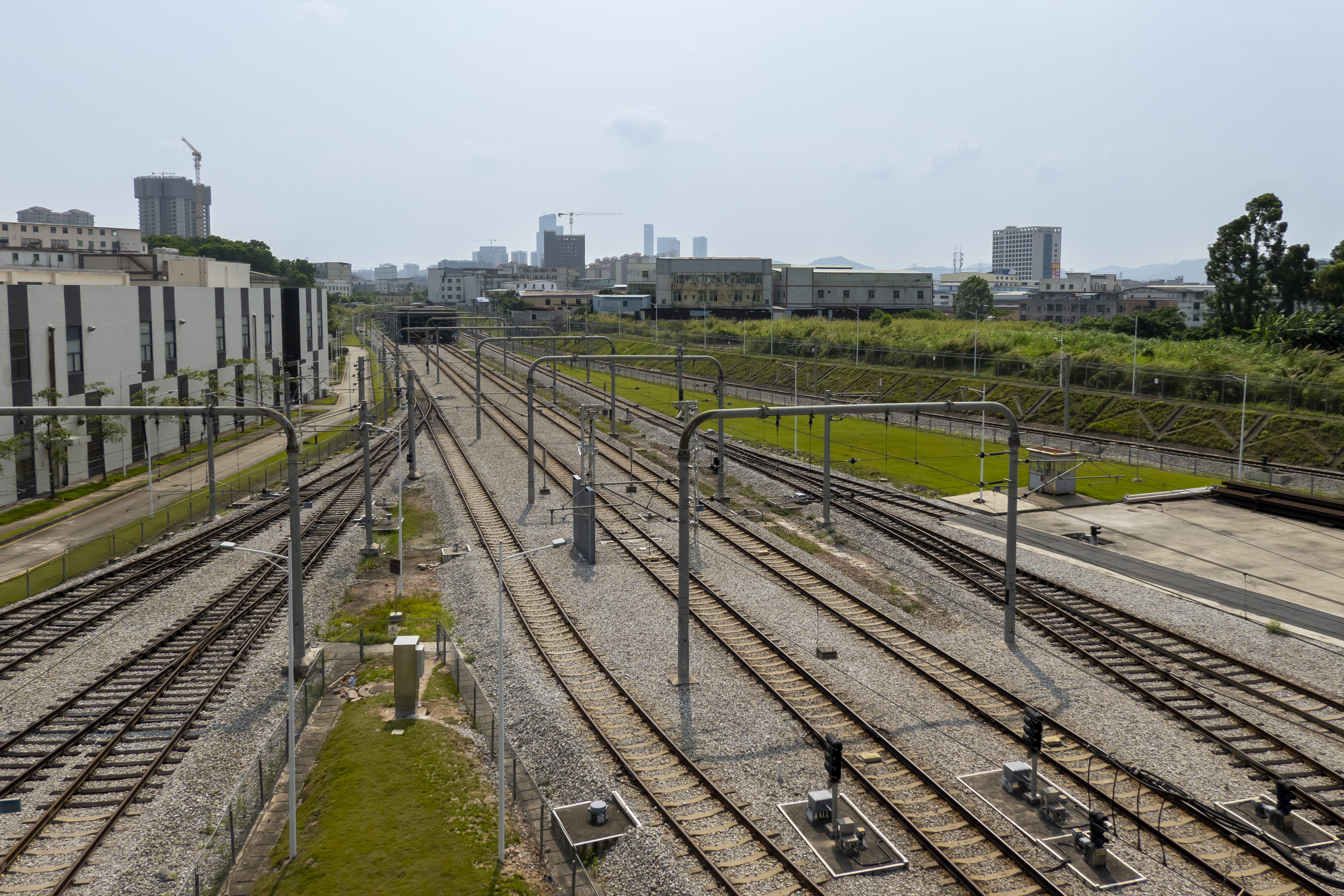
官湖车辆段出入段线

官湖车辆段与综合基地，设计停车能力为36列位，双周检/三月检4列位，大/架修3列位，定修2列位，临修、静调、吹扫及镟轮线各1列位。建筑面积约16万平方米，盖体面积约21万平方米，总造价约15.44亿元。其将为11号线、13号线等8A车辆提供大架修服务，是继西塱车辆段后的第二个A型车的大架修基地。
品秀·星图（星图TOD）是官湖车辆段的上盖住宅物业，由广州地铁集团与越秀地產共同开发，为广州市首个车辆段上盖物业项目。

## 历史
2015年3月15日，官湖车辆段第一根钻孔桩开钻。2016年10月20日，官湖车辆段A区综合楼主体结构封顶。同年12月19日，官湖车辆段盖板主体工程全部竣工。
2017年6月28日，首列13号线列车运抵官湖车辆段；同年7月30日，官湖车辆段完成试车线热滑试验。
2017年9月15日，官湖车辆段完成“三权”移交。同年12月28日，官湖车辆段随13号线一期开通而正式启用。